# Antoine Payen il Vecchio
Antoine Payen, detto il Vecchio (Tournai, 1748 – Tournai, 1798), è stato un architetto e militare belga, ufficiale del genio.

## Biografia
Progettò diversi castelli e ville in quelli che allora erano i Paesi Bassi austriaci. Il suo lavoro più noto è il Castello del Belvédère. Inizialmente collaborò con Charles de Wailly. Era il padre del pittore e naturalista Antoine Payen il Giovane.